# Tobi-Geri

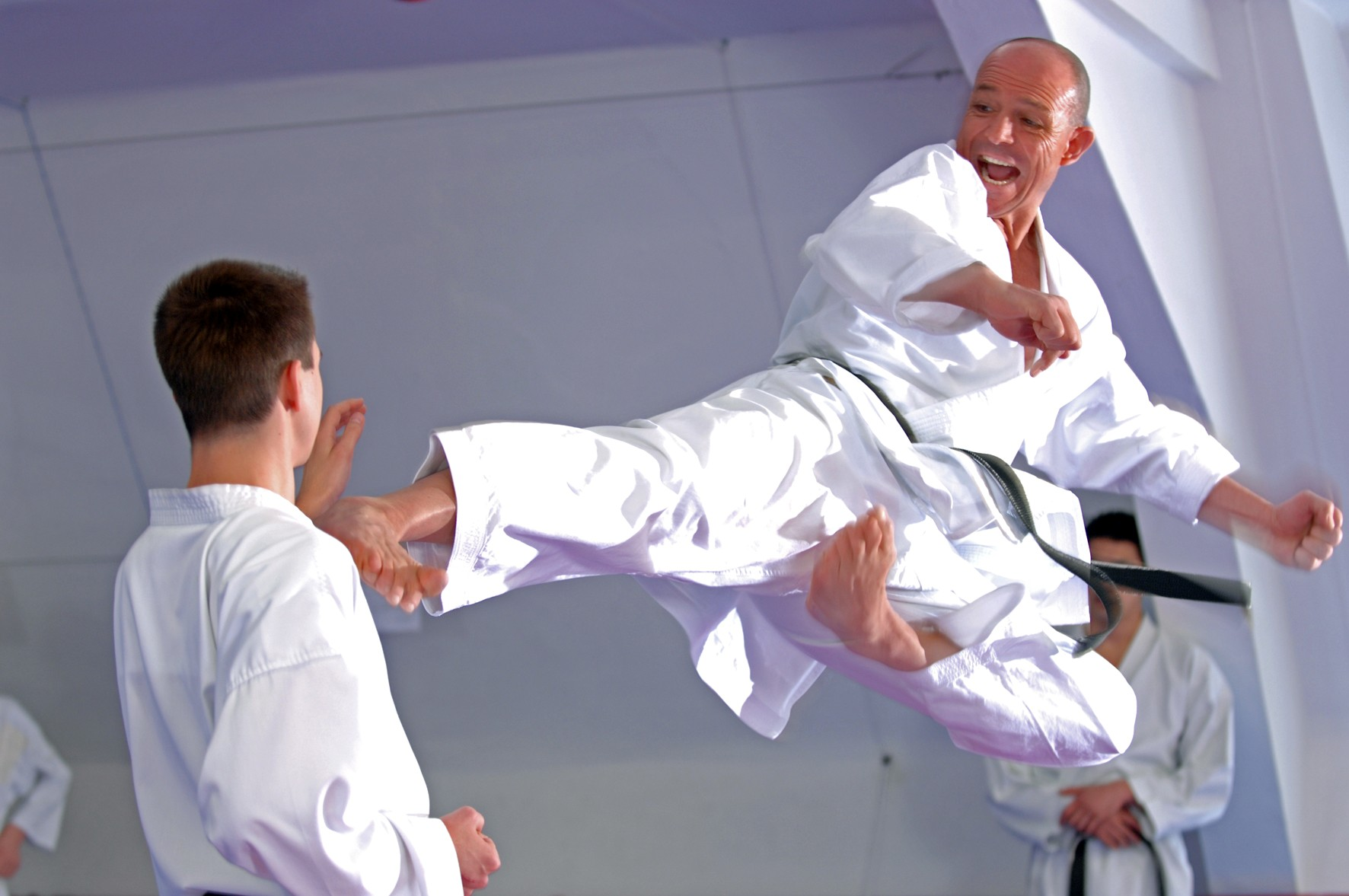
Yoko-Tobi-Geri

Tobi-Geri (jap. 跳び蹴り, dt. „Sprungtritt“) auch Kesa Geri genannt, bezeichnet in den japanischen Kampfkünsten (Budō) einen Tritt der während eines Sprunges ausgeübt wird.

## Karate
Im Karate gibt es mehrere Varianten des Tobi-Geri. Es gibt folgende Ausführungen des Tobi Geri 
- Mae Tobi-Geri

Um den Mae Tobi-Geri („Vorwärts-Sprungtritt“) auszuführen, eignet sich der Stand Senkutsu Dachi, danach wird das hintere Bein einen Schritt nach vorne geführt, darauf muss das derzeitige hintere Bein hochgezogen werden und dazu muss das vordere Bein abspringen und einen geschnappten Fußtritt machen.
- Ushiro Tobi-Geri

Eine besondere Ausführung ist der Ushiro Tobi-Geri, der gesprungende Rückwärtstritt. Er gilt als einer der schwierigsten Tritte im Karate und findet im Kampf kaum Anwendung, benutzt wird er noch dazu in der Kata Unsu.
- Yoko Tobi-Geri

Der gesprungende Seitwärtstritt und den Mikazuki Tobi-Geri, ein gesprungender 360°-Tritt, der in der Kata Unsu vorkommt und den Nidan Tobi-Geri, der gesprungende doppelte Fußtritt der in der Kata Kanku Dai vorkommt, sowie den Mawashi Tobi-Geri, der gesprungende Halbkreisfußtritt.